# 이와쿠라 사절단

1872년 샌프란시스코에 도착하여 촬영한 이와쿠라 사절단의 지도부 사진(왼쪽부터 기도 다카요시, 야마구치 마스카, 이와쿠라 도모미, 이토 히로부미, 오쿠보 도시미치)

이와쿠라 사절단 업적(일본어: 岩倉使節団, 1871년 ~ 1873년) 또는 12개국 구미 시찰단은 메이지 4년부터 메이지 6년까지, 일본 과도정부에서 유럽과 미국에 파견한 사절단이다. 특명전권대사인 이와쿠라 도모미의 이름을 따서 이와쿠라사절단이라고 부른다. 네덜란드 선교사 휘도 베르덱이 러시아의 표트르 대제가 서유럽으로 보낸 대사절단에 착안하여 제안하였다고 알려졌다.
메이지 유신 이전에도 에도 막부는 1860년에 미국 파견 사절단을, 1862년에 제1차 유럽 파견 사절단과 1863년에 제2차 유럽 파견 사절단을 보낸 적이 있었다.

## 개요
1871년 12월 23일에 미국 태평양 우선회사(Pacific Mail Steamship Company)의 증기선 ‘아메리카 호’(SS America)를 타고 요코하마 항을 출발하여 태평양을 건너 캘리포니아주 샌프란시스코로 향했다. 그 후 미국을 횡단하여 워싱턴 D.C.를 방문했고, 미국에서 약 8개월간의 장기 체류를 하게 된다.
그 후 대서양을 건너 유럽 각국을 순방했다. 유럽에서 방문국은 영국(4개월), 프랑스(2개월), 벨기에, 네덜란드, 독일(3주), 러시아(2주), 덴마크, 스웨덴, 이탈리아, 오스트리아(비엔나 만국박람회를 시찰), 스위스 등 12개국에 이른다.
귀로는 지중해에서 수에즈 운하를 통과하여 홍해를 거쳐 아시아 각지에 있는 유럽 국가의 식민지(실론, 싱가포르, 사이공, 홍콩, 상하이 등)에 대한 방문도 이루어졌지만, 이곳의 숙박은 유럽 각국에 비해 짧았다.
당초 예정보다 크게 지연되었으며, 출발이후 1년 10개월 후인 1873년 9월 13일 태평양 우선의 ‘황금시대 호’를 타고 요코하마 항에 도착했다. 이들의 부재 중 정부에서는 조선 출병을 둘러싸고 정한론 논쟁이 가열되었고, 사절이 귀국한 후에 ‘메이지 6년 정변’을 겪게 되었다.
원래 오쿠마 시게노부가 발의한 소규모 사절단을 파견할 예정이었지만, 정치적 의도 등에 의해 대규모 사절단이 되었다. 한 나라의 정부의 수장들이 모두 나라를 떠나 장기간 외유한다는 것은 극히 이례적인 일이었다. 그러나 직접 서양 문명과 사상에 접하고, 게다가 많은 국정을 비교 체험할 수 있는 기회를 얻은 것이 그들에게 끼친 영향은 컸다. 또한 동행한 유학생도 귀국 후 정치, 경제, 과학, 교육, 문화 등 다양한 분야에서 활약하여 일본의 문명개화에 크게 공헌했다. 그러나 다른 한편으로는 권한을 넘어 조약을 개정하고, 협상을 하려고 시도하였기 때문에 과도 정부와의 마찰을 빗었다. 또한 외유 기간의 대폭적인 연장과 기도 다카요시와 오쿠보 도시미치의 불화 등의 정치적 문제를 야기했다.
당시 “조약은 마무리되었지만, 돈만 버리고 세간에 대사가 무슨 이와쿠라(세간에 대해 뭐라고 변명) ”라고 광가(狂歌)에서 노래하기도 했다.
사절단의 대부분은 삭발을 하고, 양장을 입었다. 이와쿠라는 일본 문화에 대해 자부심을 가지고 있었기 때문에 상투와 기모노를 입은 모습으로 도항을 했다. 이 모습은 미국의 신문 삽화에도 남아 있다.(위의 사진 참조) 그러나 미국에 유학하고 있던 아들 이와쿠라 도모사다 등에게 “미개 국가로 멸시를 받는다”고 설득당하여, 시카고에서 삭발하고, 이후는 양장을 차려입었다.

## 목적
이와쿠라 사절단에게 맡겨진 임무는, 기존에 체결된 불평등조약을 재협상하는 일과 교육, 과학기술, 문화, 군사, 사회와 경제구조 정보를 수집하여 일본 근대화를 촉진하는 일이었다. 메이지 정부는 이전 에도 막부와 협약된 각종 조약을 새 정부의 상황에 따라 대체하기 위해 메이지 첫해부터 순차적으로 협상을 계속하고 있었다. 1872년 7월 1일(메이지 5년)을 기해 구미 15개국과 수교 조약의 개정 시기를 맞아 이후 1개년 통보로 조약을 개정할 수 있다고 동의했었기 때문에 메이지 정부는 이것을 기회로 불평등 조약의 개정을 시도한 것이다. 이들의 첫째 임무는 대단히 수행하기가 어려워서 상대국에 체류하는 기간이 늘어났지만, 둘째 임무는 성공했다고 할 만하다.

## 구성

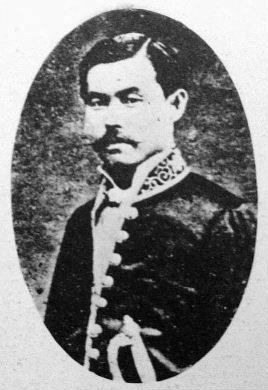
후에 언론인, 문필가로 활약하고입헌제정당의 창당에도 참가한 후쿠치 겐이치로

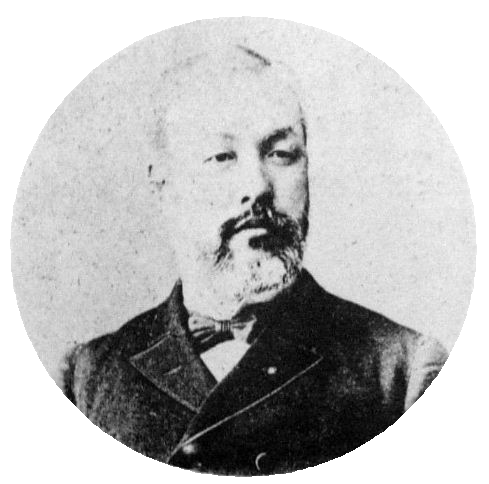
후에 외교관으로 활약하며 1902년 영일동맹 체결 시 주영 공사였던 하야시 다다스

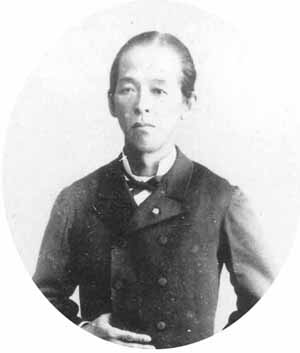
귀국 후 미구회람실기를 펴낸 구메 구니다케

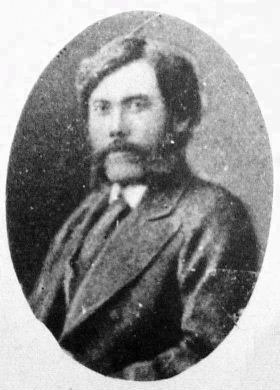
세이난 전쟁에서 죽은 무라타 신파치

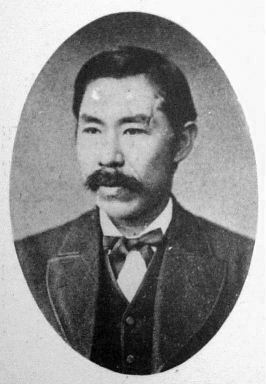
이후 도시샤 영어학교를 열고, 기독교 선교에 평생을 바친 니이지마 조

사절단 46명, 수행원 18명, 유학생 43명이었다. 사절은 사쓰마를 중심으로 서기관 등은 이전 막부의 신료들이 선정되었다. 이와쿠라 도모미와 그 사람을 돕는 부특명전권대사 3명이 동행하였다. 부특명전권대사는 오쿠보 도시미치, 기도 다카요시, 이토 히로부미로 당시 정권의 장관이었다. 이와 행정가들과 학자들도 대동하였는데 그 총수는 48명이었고 함께 데려간 유학생 60명은 미국과 유럽에서 유학하고 나서 귀국하여 일본을 지도하는 중요한 사람들이 되었다.

### 사절단
- 특명 전권대사 : 이와쿠라 도모미
- 부사(副使)
  - 기도 다카요시 (가쓰라 고고로)
  - 오쿠보 도시미치
  - 이토 히로부미
  - 야마구치 마스카
- 1등서기관
  - 다나베 다이치 (田辺太一)
  - 가 노리유키 (何礼之)
  - 후쿠치 겐이치로(福地源一郎)
- 2등서기관
  - 와타나베 히로모토 (와타나베 고키)
  - 고마쓰 세이지
  - 하야시 다다스
  - 나가노 게이지로(長野桂次郎, 릿세키 후지로)
- 3등서기관
  - 가와지 간도(川路寛堂)
- 4등서기관
  - 안도 타로
  - 이케다 세에
- 대사수행
  - 구메 구니다케(久米邦武) - 방문보고서인 《미구회람실기》(米欧回覧実記)를 편찬했다.
  - 나카야마 노부요시(中山信彬)
  - 우츠미 다다카쓰(内海忠勝)
  - 노무라 야스시(野村靖)
  - 이츠쓰지 야스나카(五辻安仲)
- 이사관
  - 다나카 미쓰아키
  - 히가시구제 미치토미(東久世通禧)
  - 야마다 아키요시
  - 사사키 다카유키
  - 다나카 후지마로(田中不二麿)
  - 히다와 마고로(肥田浜五郎)
- 수행인
  - 무라타 신파치(村田新八)
  - 유리 기미마사(由利公正)
  - 하라다 이치도(原田一道)
  - 나가 요세사이(長與專齋)
  - 야스 바야스카즈(安場保和)
  - 와카야마 기이치(若山儀一)
  - 아베 센(阿部 潜)
  - 오키 모리카타(沖守固)
  - 도미타 노부야스(富田命保)
  - 스기야마 가즈나리(杉山一成)
  - 요시오 에쇼(吉雄永昌)
  - 니지마 조(新島襄, 영어 통역)
  - 이와쿠라 도모쓰나(岩倉具綱)
  - 오쿠보 도시카즈(大久保利和)
  - 마키노 노부아키(牧野伸顕)
  - 야마가타 이사부로(山縣伊三郎)
  - 야마구치 슈타로(山口俊太郎)
  - 요시이 도모자네(吉井友実)
  - 요시하라 시게토시(吉原重俊)
  - 하타케야마 요시나리(畠山義成)

### 유학생
- 영국
  - 나카에 조민(中江兆民)
  - 나베시마 나오히로(鍋島直大)
  - 마에다 도시쓰구(前田利嗣)
  - 모리 모토토시(毛利元敏)

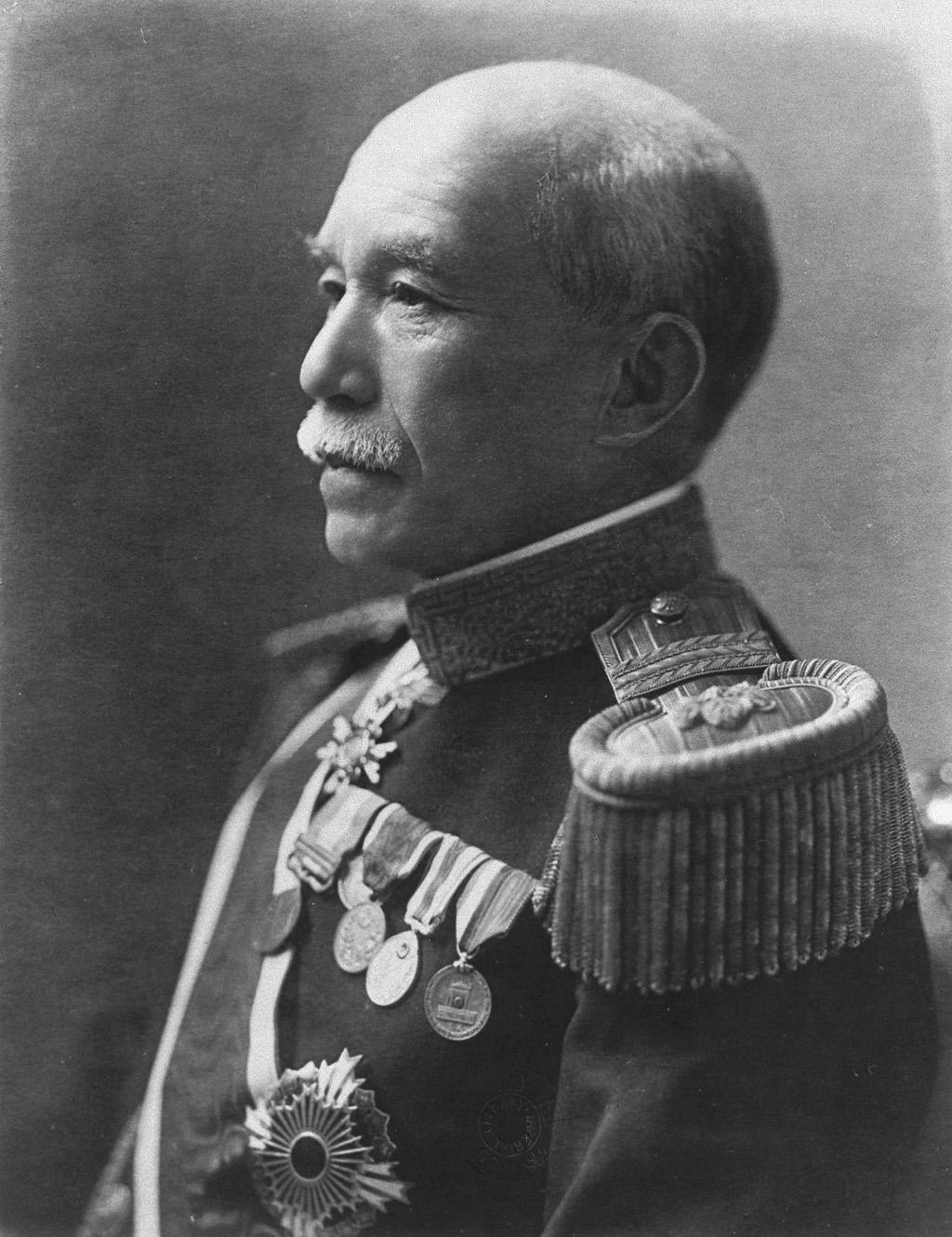
가네코 겐타로 말년 사진, 유학 당시에는 초등학생

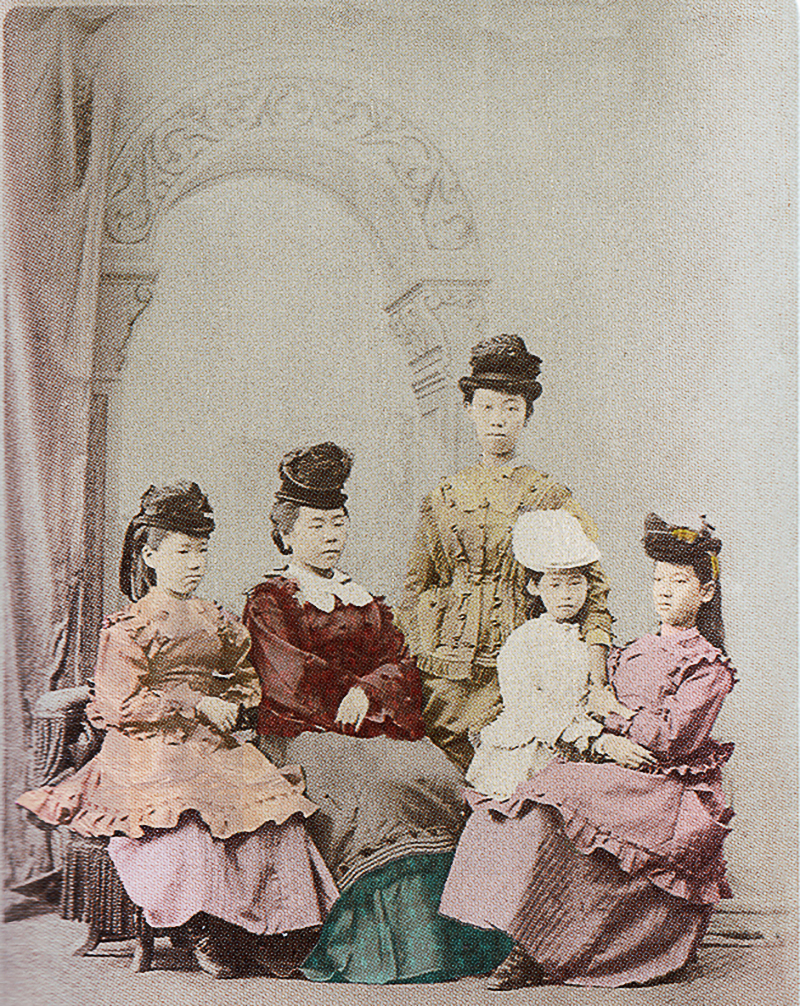
일본 최초의 미국 유학 여학생
왼쪽부터 나가이 시게(10), 우에다 테이(16), 요시마스료(16) 쓰다우메(9) 야마카와 스테마츠(12). 1871년. 성명은 모두 당시

- 영국, 프랑스 : 마에다 도시아쓰(前田利同)
- 미국
  - 가네코 겐타로(金子堅太郎)
  - 단 다쿠마(團琢磨)
  - 마키노 노부아키(牧野伸顕)
  - 구로다 나가토모(黒田長知)
  - 도리이 다다후미(鳥居忠文)
  - 쓰다 우메코(津田梅子) - 여성
  - 아야마 스테마쓰(大山捨松) - 여성
  - 우류 시게코(瓜生繁子) - 여성
  - 깃카와 조키치(吉川重吉)
  - 기도 다카마사(木戸孝正)
  - 구사카 요시오(日下義雄)
  - 야마와키 마사카쓰(山脇正勝)
  - 다카기 테이사쿠(高木貞作)
  - 미쓰오 가타케오(三岡丈夫)
- 독일 : 히라타 도스케(平田東助)
- 러시아 : 시미즈다니 긴나루(清水谷公考), 마데노코오지 마사히데(万里小路正秀)
- 기타
  - 오구라 스미히로(大村純熈)
  - 아사나가 진지로(朝永甚次郎)
  - 나가오카 지사부로(長岡治三郎)
  - 오토리 게이스케(大鳥圭介)
  - 보조 도시아야(坊城俊章)
  - 무사노코지 사네요(武者小路実世)
  - 니시키코지 라이겐(錦小路頼言)

### 사절단의 감회(感懷)
이 여행 중에 이와쿠라는 각국에서 격렬히 충격받았다. 미국의 근대국가다운 모습은 이와쿠라의 사상을 훨씬 뛰어넘어, 상당히 충격스러워서 산조에게 전한 서신에도 은부(殷富)를 진흥시키는 사상에, 밖을 나오는 것이 매우 놀랍다’라고 적혀 있다. 그 원인은 철도에 있고 일본의 번영은 철도에 걸려 있어 일본의 동서를 잇는 철도 설치가 급선무가 되었으므로, 이와쿠라는 귀국하고서 일본 철도 회사 설립에 적극으로 관여했으며, 영국에서는 일본에서 생각할 수 없는 공업 기술에 압도되었다. 이미 사절단은 조약 개정이 아닌 각 국에서의 유학이 주요 목적이 되었다.

## 같이 보기
- 덴쇼 소년사절단
- 하세쿠라 쓰네나가

## 참고 문헌
- 《특명전권대사 미구회람실기》(米歐回覽實記), 구메 구니다케 지음(정애영 , 방광석 , 박삼헌 옮김), 소명출판, 2011.12.15, ISBN 10-8956266344